# Philodoria wilkesiella
Philodoria wilkesiella är en fjärilsart som beskrevs av Otto Herman Swezey 1940. Philodoria wilkesiella ingår i släktet Philodoria och familjen styltmalar. Inga underarter finns listade i Catalogue of Life.